# Fundación Antonio Maura
La Fundación Antonio Maura es una fundación cultural española que promueve la difusión de la figura, entorno y época del político y académico español Antonio Maura del que custodia sus fondos documentales junto con los del político e historiador Gabriel Maura Gamazo, así como otros fondos familiares. Estos recursos los pone a disposición de las personas interesadas en investigar y estudiar la Historia Contemporánea. Dispone también de biblioteca, hemeroteca, cartoteca y de un fondo gráfico.

## Historia
Se creó en 1970, refrendada por Orden Ministerial de agosto de 1972, B.O.E. 05-08-1972. Está adscrita al Protectorado del fundaciones de competencia estatal del Ministerio de Cultura y Deporte, con el número 18 de antigüedad. El órgano de Gobierno de la Fundación es el Patronato y su presidente de Honor es el Jefe de la Casa real española. 
Tiene su sede en el edificio donde se ubicó la casa del político Antonio Maura, en la calle Antonio Maura 16 de Madrid. Entre sus actividades, se encuentra la publicación bajo el sello de la fundación de libros sobre la figura de Antonio Maura y sobre el fondo documental de la familia Maura. Entidades como Madrid Otra Mirada (MOM) realizan visitas guiadas a la fundación para visitar el despacho y la biblioteca del político, así como su archivo.